# Aegilops
Aegilops L., 1753 è un genere di piante angiosperme monocotiledoni appartenente alla famiglia delle Poacee (o Gramineae, nom. cons.).

## Etimologia
In nome del genere deriva da una parola greca (aegiles) il cui significato è: "preferito dalle capre"; ed è stato dato a causa della sua presunta somiglianza con gli aegiles, una pianta la cui identità è incerta (era inoltre un'erba amata dalle capre).
Il nome scientifico del genere è stato definito da Linneo (1707 – 1778), biologo svedese considerato il padre della moderna classificazione scientifica degli organismi viventi, nella pubblicazione Species Plantarum (Sp. Pl. - 2: 1050) del 1753.

## Descrizione

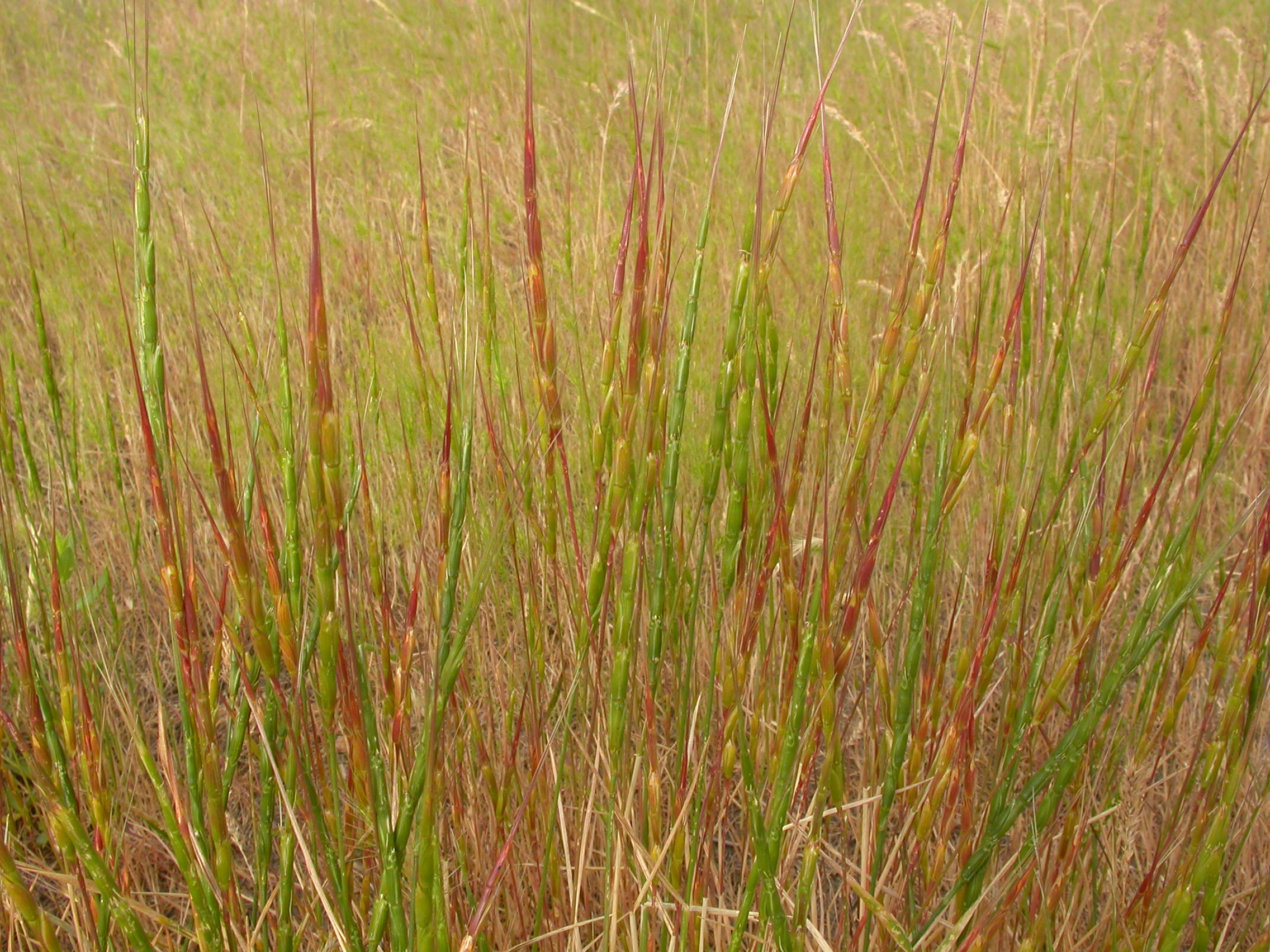
Il portamento
Aegilops cylindrica

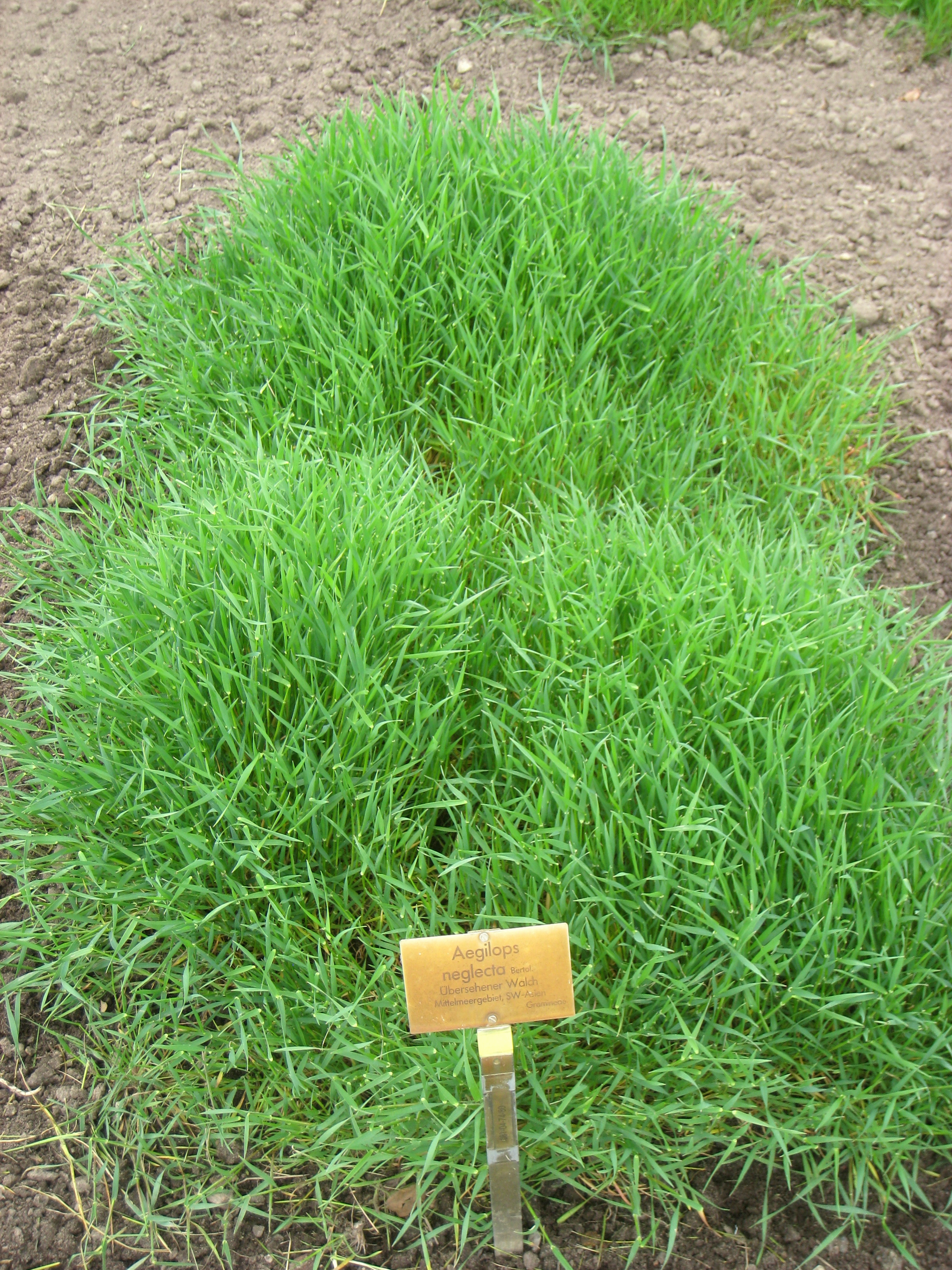
Le foglie
Aegilops neglecta

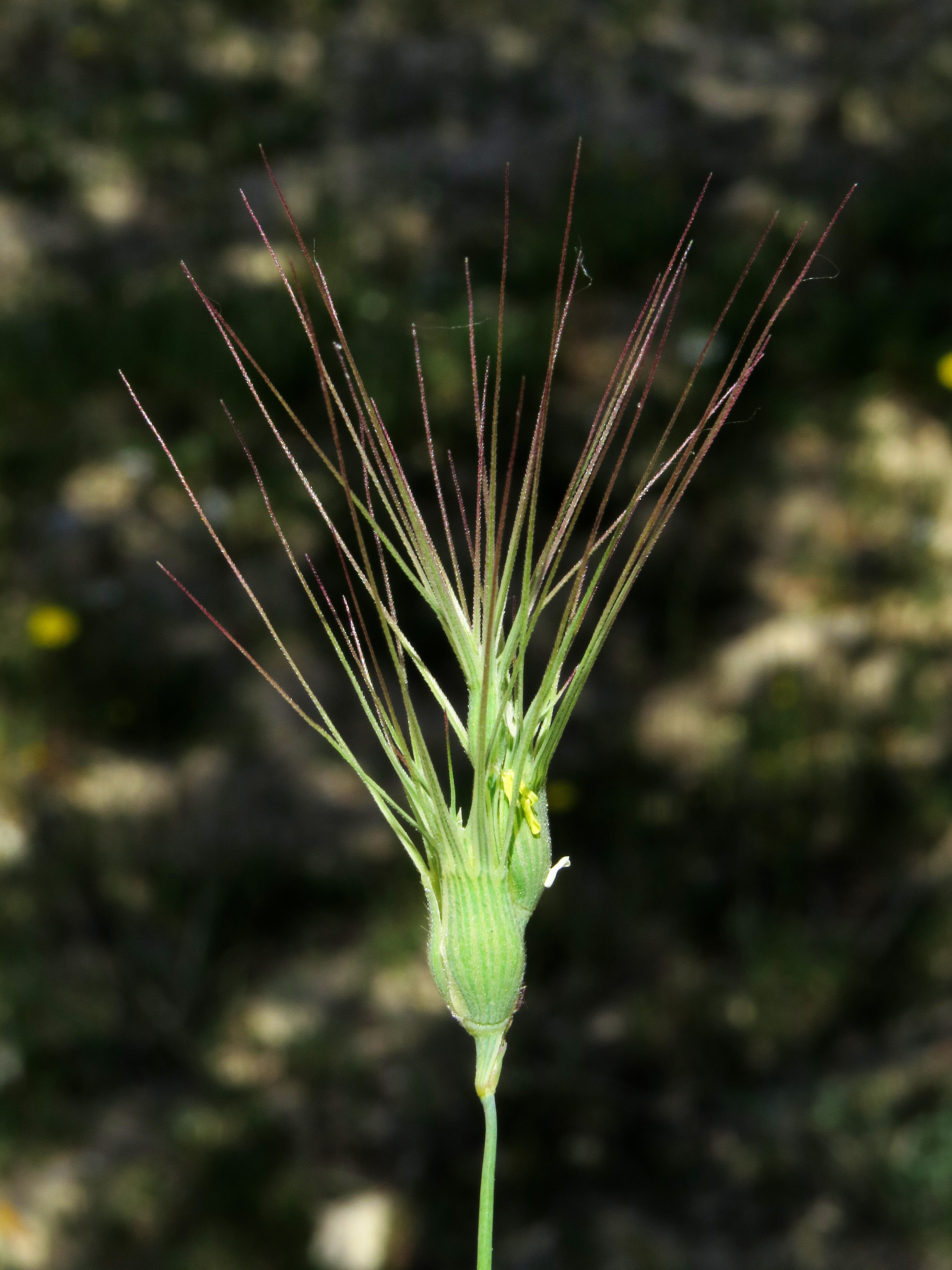
Infiorescenza
Aegilops geniculata

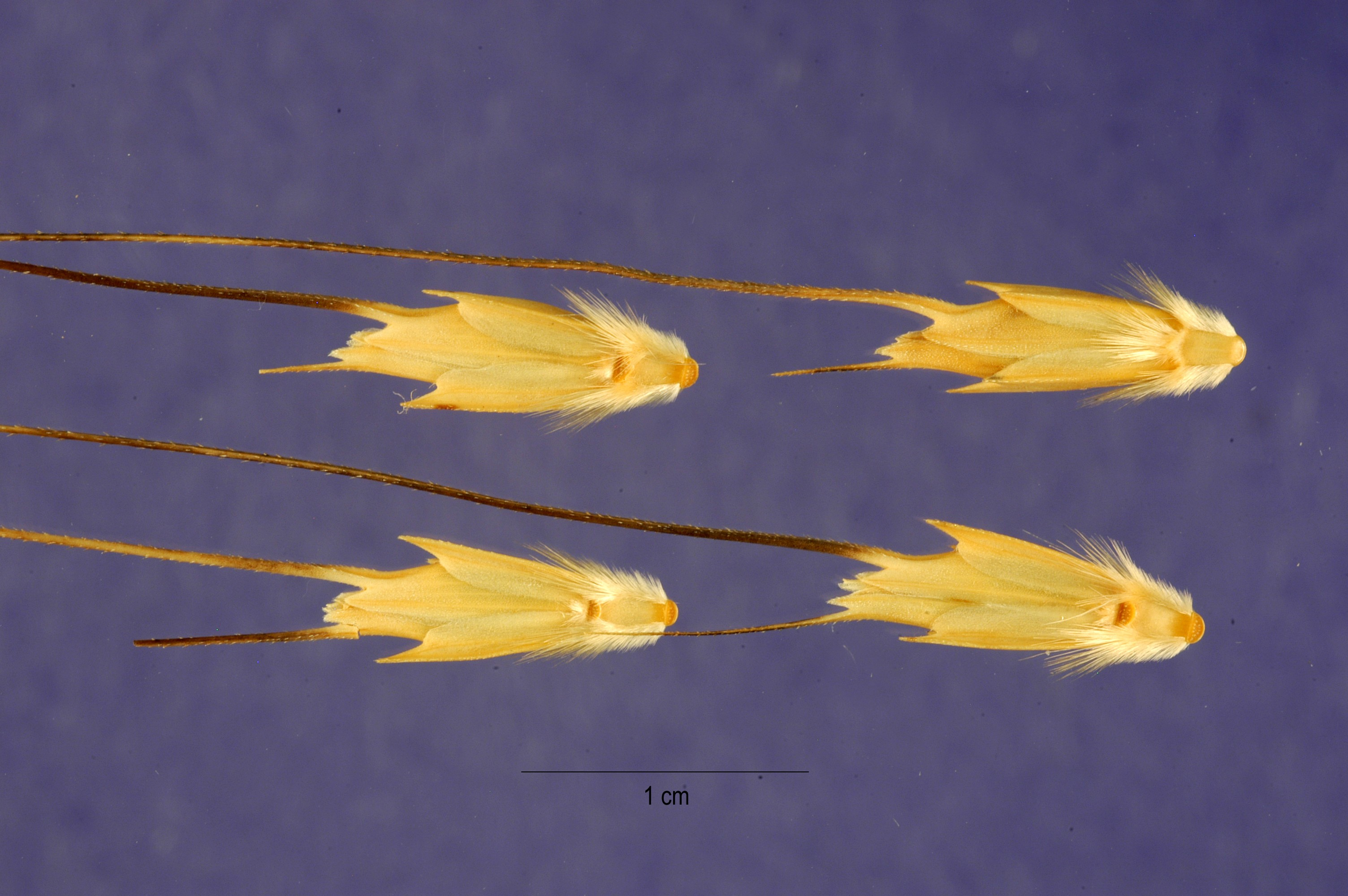
I fiori
Aegilops bicornis

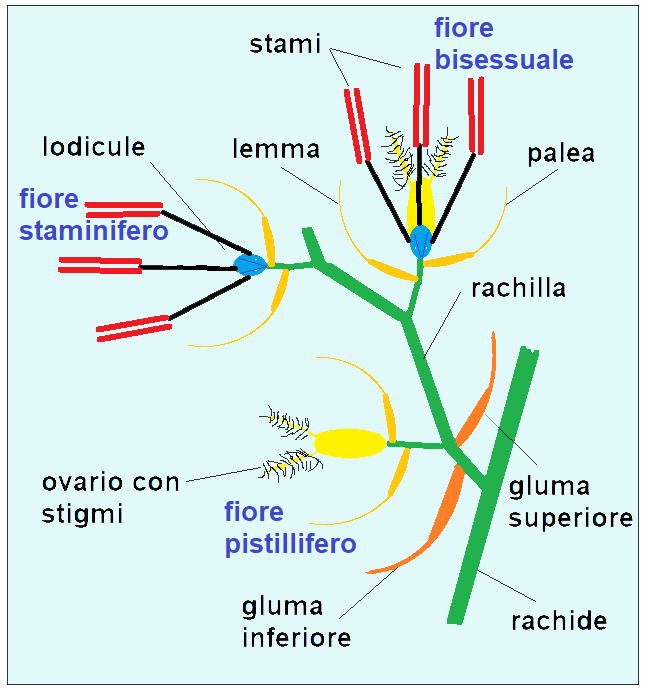
Spighetta generica con tre fiori diversi

Queste piante raramente arrivano al metro di altezza. La forma biologica prevalente è terofita scaposa (T scap), ossia in generale sono piante erbacee che differiscono dalle altre forme biologiche poiché, essendo annuali, superano la stagione avversa sotto forma di seme e sono munite di asse fiorale eretto e spesso privo di foglie.

### Radici
Le radici sono più o meno fascicolate.

### Fusto
La parte aerea di queste piante è eretta sia fogliosa che fascicolata. I culmi possono essere anche molto numerosi con portamento ginocchiato-ascendente o, altre volte, prostrato-diffuso. 

### Foglie
Le foglie lungo il culmo sono disposte in modo alterno, sono distiche e si originano dai vari nodi. Sono composte da una guaina, una ligula e una lamina. Le venature sono parallelinervie. Non sono presenti i pseudopiccioli e, nell'epidermide delle foglia, le papille. 
- Guaina: la guaina è abbracciante il fusto, rigonfia, cigliata e con padiglioni auricolari falcati. Alla base può presentarsi "spaccata".
- Ligula: la ligula membranosa, a volte cigliata, è tronca.
- Lamina: la lamina ha delle forme generalmente lineari e piatte con aspetto glauco e superficie più o meno pubescente.

### Infiorescenza
Infiorescenza principale (sinfiorescenza o semplicemente spiga): le infiorescenze di tipo racemoso, ascellari e terminali, in genere non sono ramificate e sono formate da alcune spighette (una per nodo) sessili fertili con la forma di una pannocchia più o meno ovoide, cilindrica o lineare-lanceolata. La fillotassi dell'inflorescenza inizialmente è a due livelli (o a due ranghi), anche se le successive ramificazioni la fanno apparire a spirale. Alcune spighette basali possono essere sono sterili. L'asse dell'infiorescenza può disarticolarsi ai nodi o no (sotto ogni spighetta).

### Spighetta
Infiorescenza secondaria (o spighetta): le spighette, affusolate e compresse lateralmente, sottese da due brattee distiche e strettamente sovrapposte chiamate glume (inferiore e superiore), sono formate da 2 a 8 fiori. Possono essere presenti dei fiori sterili; in questo caso sono in posizione distale rispetto a quelli fertili. Alla base di ogni fiore sono presenti due brattee: la palea e il lemma. 
- Glume: le glume, con forme ovali, oblunghe o ellittiche e apici troncati (o dentati), non sono carenate, ma ventricose. Le glume della spighetta terminale sono provviste di una o più reste ruvide o lisce. Le venature sono prominenti.
- Palea: la palea è un profillo con alcune venature e margini cigliati; di solito è meno lunga del lemma.
- Lemma: il lemma (carenato o no) a volte è pubescente; l'apice può essere acuminato ed ha 1 - 3 reste (o nessuna); le venature sono da 7 a 11.

### Fiore
I fiori fertili sono attinomorfi formati da 3 verticilli: perianzio ridotto, androceo  e gineceo.
- Formula fiorale:[6]

*, P 2, A (1-)3(-6), G (2–3) supero, cariosside.
- Il perianzio è ridotto e formato da due lodicule, delle squame traslucide, poco visibili (forse relitto di un verticillo di 3 sepali). Le lodicule sono membranose e non vascolarizzate; spesso sono cigliate ai margini.
- L'androceo è composto da 3 stami ognuno con un breve filamento libero, una antera sagittata e due teche. Le antere sono basifisse con deiscenza laterale. Il polline è monoporato.
- Il gineceo è composto da 3-(2) carpelli connati formanti un ovario supero. L'ovario, pubescente all'apice, ha un solo loculo con un solo ovulo subapicale (o quasi basale). L'ovulo è anfitropo e semianatropo e tenuinucellato o crassinucellato. Lo stilo, che si origina dal lato abassiale dell'ovario, è breve con due stigmi papillosi e distinti.

### Frutti
I frutti sono del tipo cariosside, ossia sono dei piccoli chicchi indeiscenti, con forme da ovate a oblunghe, nei quali il pericarpo è formato da una sottile parete che circonda il singolo seme. In particolare il pericarpo è fuso al seme ed è aderente. L'endocarpo non è indurito e l'ilo è lungo e lineare. L'embrione è lungo 1/3 della lunghezza del frutto ed è provvisto di epiblasto; ha inoltre un solo cotiledone altamente modificato (scutello senza fessura) in posizione laterale. I margini embrionali della foglia non si sovrappongono.

## Biologia
Come gran parte delle Poaceae, le specie di questo genere si riproducono per impollinazione anemogama. Gli stigmi più o meno piumosi sono una caratteristica importante per catturare meglio il polline aereo.
La dispersione dei semi avviene inizialmente a opera del vento (dispersione anemocora) e una volta giunti a terra grazie all'azione di insetti come le formiche (mirmecoria). In particolare i frutti di queste erbe possono sopravvivere al passaggio attraverso le budella dei mammiferi e possono essere trovati a germogliare nello sterco.

## Distribuzione e habitat
La distribuzione delle specie del genere Aegilops è relativa all'Europa, Medio Oriente e Nord America. In genere queste piante prediligono i luoghi erbosi sterili.

### Specie della zona alpina
Delle 10 specie presenti nella flora spontanea italiana, 4 vivono sull'arco alpino. La tabella seguente mette in evidenza alcuni dati relativi all'habitat, al substrato e alla distribuzione delle specie alpine.
| Specie | Comunità vegetali | Piani vegetazionali | Substrato | pH     | Livello trofico | H2O   | Ambiente       | Zona alpina                    |
| --- | ----------------- | ------------------- | --------- | ------ | --------------- | ----- | -------------- | ------------------------------ |
| Aegilops cylindrica | 2                 | collinare           | Ca - Si   | neutro | medio           | arido | B1 B2          | AO VR                          |
| Aegilops geniculata | 2                 | collinare           | Ca - Si   | neutro | medio           | arido | B1 B2 F1 F2 G3 | TO BS VR VI                    |
| Aegilops neglecta | 2                 | collinare           | Ca - Si   | neutro | medio           | arido | B1 B2          | VR                             |
| Aegilops triuncialis | 2                 | collinare           | Ca - Si   | neutro | medio           | arido | B1 B2          | Piemonte e Trentino Alto-Adige |
| Legenda e note alla tabella. Substrato: con “Ca/Si” si intendono rocce di carattere intermedio (calcari silicei e simili). Zona alpina: vengono prese in considerazione solo le zone alpine del territorio italiano (sono indicate le sigle delle province). Comunità vegetali: 2 = comunità terofitiche pioniere nitrofile. Ambienti: B1 = campi, colture e incolti; B2 = ambienti ruderali, scarpate; F1 = praterie rase xerofile mediterranee; F2 = praterie rase, prati e pascoli dal piano collinare al subalpino; G3 = macchie basse. |                   |                     |           |        |                 |       |                |                                |

## Tassonomia
La famiglia delle Poacee comprende circa 800 generi e oltre 9.000 specie. È una delle famiglie più numerose e più importanti del gruppo delle monocotiledoni. La famiglia è suddivisa in 12 sottofamiglie; il genere Aegilops fa parte della sottofamiglia Pooideae, tribù Hordeeae.

### Specie
Il genere comprende le seguenti specie:
- Aegilops bicornis (Forssk.) Jaub. & Spach
- Aegilops biuncialis Vis.
- Aegilops caudata L.
- Aegilops columnaris Zhuk.
- Aegilops comosa Sm.
- Aegilops crassa Boiss. ex Hohen.
- Aegilops cylindrica Host
- Aegilops geniculata Roth
- Aegilops × insulae-cypri H.Scholz
- Aegilops juvenalis (Thell.) Eig
- Aegilops kotschyi Boiss.
- Aegilops longissima Schweinf. & Muschl.
- Aegilops mutica Boiss.
- Aegilops neglecta Req. ex Bertol.
- Aegilops peregrina (Hack.) Maire & Weiller
- Aegilops searsii Feldman & Kislev ex K.Hammer
- Aegilops sharonensis Eig
- Aegilops speltoides Tausch
- Aegilops tauschii Coss.
- Aegilops triuncialis L.
- Aegilops umbellulata Zhuk.
- Aegilops uniaristata Vis.
- Aegilops vavilovii (Zhuk.) Chennav.
- Aegilops ventricosa Tausch

### Filogenesi
Il genere Aegilops fa parte della tribù Hordeeae (supertribù Triticodae T.D. Macfarl. & L. Watson, 1982). La supertribù Triticodae comprende tre tribù: Littledaleeae, Bromeae e Hordeeae. All'interno della supertribù, la tribù Hordeeae forma un "gruppo fratello" con la tribù Bromeae. Il genere Aegilops si presenta con una "evoluzione reticolata" per fenomeni di ibridazione, o per il trasferimento orizzontale di geni ma anche per l’endosimbiosi.
Questo genere presenta la seguenti sinapomorfie: le spighette sono affusolate e spesso sono incorporate nel rachide.
Il numero cromosomico delle specie del genere è molto variabile: 2n = 14, 28, 42 e 48 (numero base = 7; i geni sono disposti in alcuni grandi cromosomi).
Tra le specie del genere Triticum e le specie del genere Aegilops c'è una stretta relazione genetica. Le specie di Aegilops comprendono 8 genomi designati con le lettere B, C, D, S, T, U, M e N; mentre quelle del Triticum sono A, B, D e G. In particolare dalle analisi del DNA nucleare dei ribosomi risulta che la specie A. tauschii è donatore del genoma D di T. aestivum, mentre A. speltoides è donatore del genoma B. I due generi, come sono circoscritti attualmente, non risultano monofiletici.
Il cladogramma seguente, tratto dallo studio citato, mostra l'attuale conoscenza filogenetica del genere.
|  | A cylindrica                                                      |
|  |                                                                   |
|  | \| \| A. triuncialis \| \| \| \| \| \| A. triaristata \| \| \| \| |
|  |                                                                   |
|  | A. triuncialis                                                    |
|  |                                                                   |
|  | A. triaristata                                                    |
|  |                                                                   |

|  | A. triuncialis |
|  |                |
|  | A. triaristata |
|  |                |

|  | A. umbellutata |
|  |                |
|  | A. ovata       |
|  |                |

|  | A cylindrica                                                      |
|  |                                                                   |
|  | \| \| A. triuncialis \| \| \| \| \| \| A. triaristata \| \| \| \| |
|  |                                                                   |
|  | A. triuncialis                                                    |
|  |                                                                   |
|  | A. triaristata                                                    |
|  |                                                                   |

|  | A. triuncialis |
|  |                |
|  | A. triaristata |
|  |                |

|  | A. umbellutata |
|  |                |
|  | A. ovata       |
|  |                |

|  | A cylindrica                                                      |
|  |                                                                   |
|  | \| \| A. triuncialis \| \| \| \| \| \| A. triaristata \| \| \| \| |
|  |                                                                   |
|  | A. triuncialis                                                    |
|  |                                                                   |
|  | A. triaristata                                                    |
|  |                                                                   |

|  | A. triuncialis |
|  |                |
|  | A. triaristata |
|  |                |

|  | A. umbellutata |
|  |                |
|  | A. ovata       |
|  |                |

|  | A cylindrica                                                      |
|  |                                                                   |
|  | \| \| A. triuncialis \| \| \| \| \| \| A. triaristata \| \| \| \| |
|  |                                                                   |
|  | A. triuncialis                                                    |
|  |                                                                   |
|  | A. triaristata                                                    |
|  |                                                                   |

|  | A. triuncialis |
|  |                |
|  | A. triaristata |
|  |                |

|  | A. umbellutata |
|  |                |
|  | A. ovata       |
|  |                |

|  | A cylindrica                                                      |
|  |                                                                   |
|  | \| \| A. triuncialis \| \| \| \| \| \| A. triaristata \| \| \| \| |
|  |                                                                   |
|  | A. triuncialis                                                    |
|  |                                                                   |
|  | A. triaristata                                                    |
|  |                                                                   |

|  | A. triuncialis |
|  |                |
|  | A. triaristata |
|  |                |

|  | A. umbellutata |
|  |                |
|  | A. ovata       |
|  |                |

|  | A cylindrica                                                      |
|  |                                                                   |
|  | \| \| A. triuncialis \| \| \| \| \| \| A. triaristata \| \| \| \| |
|  |                                                                   |
|  | A. triuncialis                                                    |
|  |                                                                   |
|  | A. triaristata                                                    |
|  |                                                                   |

|  | A. triuncialis |
|  |                |
|  | A. triaristata |
|  |                |

|  | A. umbellutata |
|  |                |
|  | A. ovata       |
|  |                |

|  | A cylindrica                                                      |
|  |                                                                   |
|  | \| \| A. triuncialis \| \| \| \| \| \| A. triaristata \| \| \| \| |
|  |                                                                   |
|  | A. triuncialis                                                    |
|  |                                                                   |
|  | A. triaristata                                                    |
|  |                                                                   |

|  | A. triuncialis |
|  |                |
|  | A. triaristata |
|  |                |

|  | A. umbellutata |
|  |                |
|  | A. ovata       |
|  |                |

|  | A cylindrica                                                      |
|  |                                                                   |
|  | \| \| A. triuncialis \| \| \| \| \| \| A. triaristata \| \| \| \| |
|  |                                                                   |
|  | A. triuncialis                                                    |
|  |                                                                   |
|  | A. triaristata                                                    |
|  |                                                                   |

|  | A. triuncialis |
|  |                |
|  | A. triaristata |
|  |                |

|  | A. umbellutata |
|  |                |
|  | A. ovata       |
|  |                |

|  | A. speltoides     |
|  |                   |
|  | Triticum aestivum |
|  |                   |

|  | A cylindrica                                                      |
|  |                                                                   |
|  | \| \| A. triuncialis \| \| \| \| \| \| A. triaristata \| \| \| \| |
|  |                                                                   |
|  | A. triuncialis                                                    |
|  |                                                                   |
|  | A. triaristata                                                    |
|  |                                                                   |

|  | A. triuncialis |
|  |                |
|  | A. triaristata |
|  |                |

|  | A. umbellutata |
|  |                |
|  | A. ovata       |
|  |                |

|  | A cylindrica                                                      |
|  |                                                                   |
|  | \| \| A. triuncialis \| \| \| \| \| \| A. triaristata \| \| \| \| |
|  |                                                                   |
|  | A. triuncialis                                                    |
|  |                                                                   |
|  | A. triaristata                                                    |
|  |                                                                   |

|  | A. triuncialis |
|  |                |
|  | A. triaristata |
|  |                |

|  | A. umbellutata |
|  |                |
|  | A. ovata       |
|  |                |

|  | A cylindrica                                                      |
|  |                                                                   |
|  | \| \| A. triuncialis \| \| \| \| \| \| A. triaristata \| \| \| \| |
|  |                                                                   |
|  | A. triuncialis                                                    |
|  |                                                                   |
|  | A. triaristata                                                    |
|  |                                                                   |

|  | A. triuncialis |
|  |                |
|  | A. triaristata |
|  |                |

|  | A. umbellutata |
|  |                |
|  | A. ovata       |
|  |                |

|  | A cylindrica                                                      |
|  |                                                                   |
|  | \| \| A. triuncialis \| \| \| \| \| \| A. triaristata \| \| \| \| |
|  |                                                                   |
|  | A. triuncialis                                                    |
|  |                                                                   |
|  | A. triaristata                                                    |
|  |                                                                   |

|  | A. triuncialis |
|  |                |
|  | A. triaristata |
|  |                |

|  | A. umbellutata |
|  |                |
|  | A. ovata       |
|  |                |

|  | A cylindrica                                                      |
|  |                                                                   |
|  | \| \| A. triuncialis \| \| \| \| \| \| A. triaristata \| \| \| \| |
|  |                                                                   |
|  | A. triuncialis                                                    |
|  |                                                                   |
|  | A. triaristata                                                    |
|  |                                                                   |

|  | A. triuncialis |
|  |                |
|  | A. triaristata |
|  |                |

|  | A. umbellutata |
|  |                |
|  | A. ovata       |
|  |                |

|  | A cylindrica                                                      |
|  |                                                                   |
|  | \| \| A. triuncialis \| \| \| \| \| \| A. triaristata \| \| \| \| |
|  |                                                                   |
|  | A. triuncialis                                                    |
|  |                                                                   |
|  | A. triaristata                                                    |
|  |                                                                   |

|  | A. triuncialis |
|  |                |
|  | A. triaristata |
|  |                |

|  | A. umbellutata |
|  |                |
|  | A. ovata       |
|  |                |

|  | A cylindrica                                                      |
|  |                                                                   |
|  | \| \| A. triuncialis \| \| \| \| \| \| A. triaristata \| \| \| \| |
|  |                                                                   |
|  | A. triuncialis                                                    |
|  |                                                                   |
|  | A. triaristata                                                    |
|  |                                                                   |

|  | A. triuncialis |
|  |                |
|  | A. triaristata |
|  |                |

|  | A. umbellutata |
|  |                |
|  | A. ovata       |
|  |                |

|  | A cylindrica                                                      |
|  |                                                                   |
|  | \| \| A. triuncialis \| \| \| \| \| \| A. triaristata \| \| \| \| |
|  |                                                                   |
|  | A. triuncialis                                                    |
|  |                                                                   |
|  | A. triaristata                                                    |
|  |                                                                   |

|  | A. triuncialis |
|  |                |
|  | A. triaristata |
|  |                |

|  | A. umbellutata |
|  |                |
|  | A. ovata       |
|  |                |

|  | A. speltoides     |
|  |                   |
|  | Triticum aestivum |
|  |                   |

### Specie spontanee italiane
Per meglio comprendere ed individuare le varie specie del genere (solamente per le specie spontanee della flora italiana) l’elenco seguente utilizza in parte il sistema delle chiavi analitiche (vengono cioè indicate solamente quelle caratteristiche utili a distinguere una specie dall'altra). Alcune checklist propongono un nome diverso per il genere (attualmente assegnato ad altre specie): Triticum.
- Gruppo 1A: la spiga ha delle forme da ovoidi a lanceolate, ed è lunga (senza la resta) 1 - 3 cm;

- Gruppo 2A: le glume terminano con 3 - 4 reste;

- Aegilops geniculata Roth - Cerere comune: l'altezza della pianta è di 1 - 2 dm; il ciclo biologico è annuo; la forma biologica è terofita scaposa (T scap); il tipo corologico è Steno-Mediterraneo / Turanico; gli habitat tipici sono le radure, i pascoli aridi e le aree incolte; in Italia è una specie comune ed è presente su tutto il territorio fino ad una altitudine di 900 m s.l.m..

- Gruppo 2B: le glume terminano con 1 - 3 reste;

- Gruppo 3A: le reste sono 2 - 3;

- Aegilops biuncialis Vis.: sono presenti 2 spighette fertili; le reste sono ruvide; l'altezza della pianta è di 1 - 2 dm; il ciclo biologico è annuo; la forma biologica è terofita scaposa (T scap); in Italia è una specie molto rara e si trova soltanto in Puglia.
- Aegilops neglecta Bertol. - Cerere con tre reste: sono presenti 3 - 4 spighette fertili; le reste sono lisce; l'altezza della pianta è di 1 - 3 dm; il ciclo biologico è annuo; la forma biologica è terofita scaposa (T scap); il tipo corologico è Mediterraneo / Turanico; gli habitat tipici sono i pascoli aridi e le aree incolte; in Italia è una specie rara ed è presente su tutto il territorio fino ad una altitudine di 600 m s.l.m..

- Gruppo 3B: la resta è unica;

- Aegilops uniaristata Vis. - Cerere con una resta: l'altezza della pianta è di 1 - 3 dm; il ciclo biologico è annuo; la forma biologica è terofita scaposa (T scap); il tipo corologico è Anfiadriatico; gli habitat tipici sono i pascoli aridi e le aree incolte; in Italia è una specie molto rara ed è presente in Puglia fino ad una altitudine di 300 m s.l.m..

- Gruppo 1B: la spiga ha una forma cilindrica-lineare, ed è lunga fino a 10 cm;

- Gruppo 4A: le glume terminano con un mucrone di pochi millimetri; le glume della spighetta terminale possono essere lungamente aristate;

- Gruppo 5A: le spighette sono rigonfie;

- Aegilops ventricosa Tausch - Cerere panciuta: l'altezza della pianta è di 2 - 6 dm; il ciclo biologico è annuo; la forma biologica è terofita scaposa (T scap); il tipo corologico è Steno-Mediterraneo Occidentale; gli habitat tipici sono gli incolti aridi; in Italia è una specie rara ed è presente solamente in prossimità delle coste tirreniche fino ad una altitudine di 600 m s.l.m..

- Gruppo 5B: le spighette hanno delle forme più o meno cilindriche ma non sono rigonfie;

- Gruppo 6A: le glume della spighetta apicale sono mucronate (senza reste);

- Aegilops speltoides Tausch: l'altezza della pianta è di 3 - 5 dm; il ciclo biologico è annuo; la forma biologica è terofita scaposa (T scap); il tipo corologico è Occidentale Asiatico; gli habitat tipici sono gli incolti e i pascoli; in Italia è una specie rara ed è presente solamente al Sud fino ad una altitudine di 600 m s.l.m..

- Gruppo 6B: le glume della spighetta apicale hanno una resta di 1 - 5 cm;

- Aegilops caudata L.: il lemma della spighetta apicale è mutico oppure ha una resta di 1 - 3 cm; l'altezza della pianta è di 3 - 6 dm; il ciclo biologico è annuo; la forma biologica è terofita scaposa (T scap); il tipo corologico è Euri-Mediterraneo.
- Aegilops cylindrica Host - Cerere cilindrica: il lemma della spighetta apicale ha una resta di 1 - 5 cm; l'altezza della pianta è di 3 - 6 dm; il ciclo biologico è annuo; la forma biologica è terofita scaposa (T scap); il tipo corologico è Sud-Est Europeo / Pontico; gli habitat tipici sono gli incolti e le aree ruderali; in Italia è una specie molto rara ed è presente solamente in alcune regioni fino ad una altitudine di 600 m s.l.m..

- Gruppo 4B: le glume hanno delle reste lunghe da 1 a molti centimetri;

- Aegilops triuncialis L. - Cerere allungata: l'altezza della pianta è di 2 - 5 dm; il ciclo biologico è annuo; la forma biologica è terofita scaposa (T scap); il tipo corologico è Euri-Mediterraneo; gli habitat tipici sono gli incolti erbosi e i pascoli; in Italia è una specie rara ed è presente con discontinuità fino ad una altitudine di 600 m s.l.m..

All'elenco di cui sopra va aggiunta la specie Aegilops peregrina (Hack.) Maire & Weiller (forse presente in Puglia e comunque considerata "esotica naturalizzata").

### Ibridi
Gli studiosi di genetica agraria sono interessati a questo genere per le possibilità di incrocio con il genere di maggiore interesse Triticum. Da questi incroci è nato il genere ibrido x Aegilotriticum P. Fourn. il cui interesse oltre ad essere scientifico è relativo all'agricoltura (produzione crealicola). Di questo genere ibrido in Italia è presente la specie × Aegilotriticum triticoides (Req. ex Bertol.) van Slageren, un ibrido tra Triticum aestivum e Aegilops geniculata.